# 赤湯駅

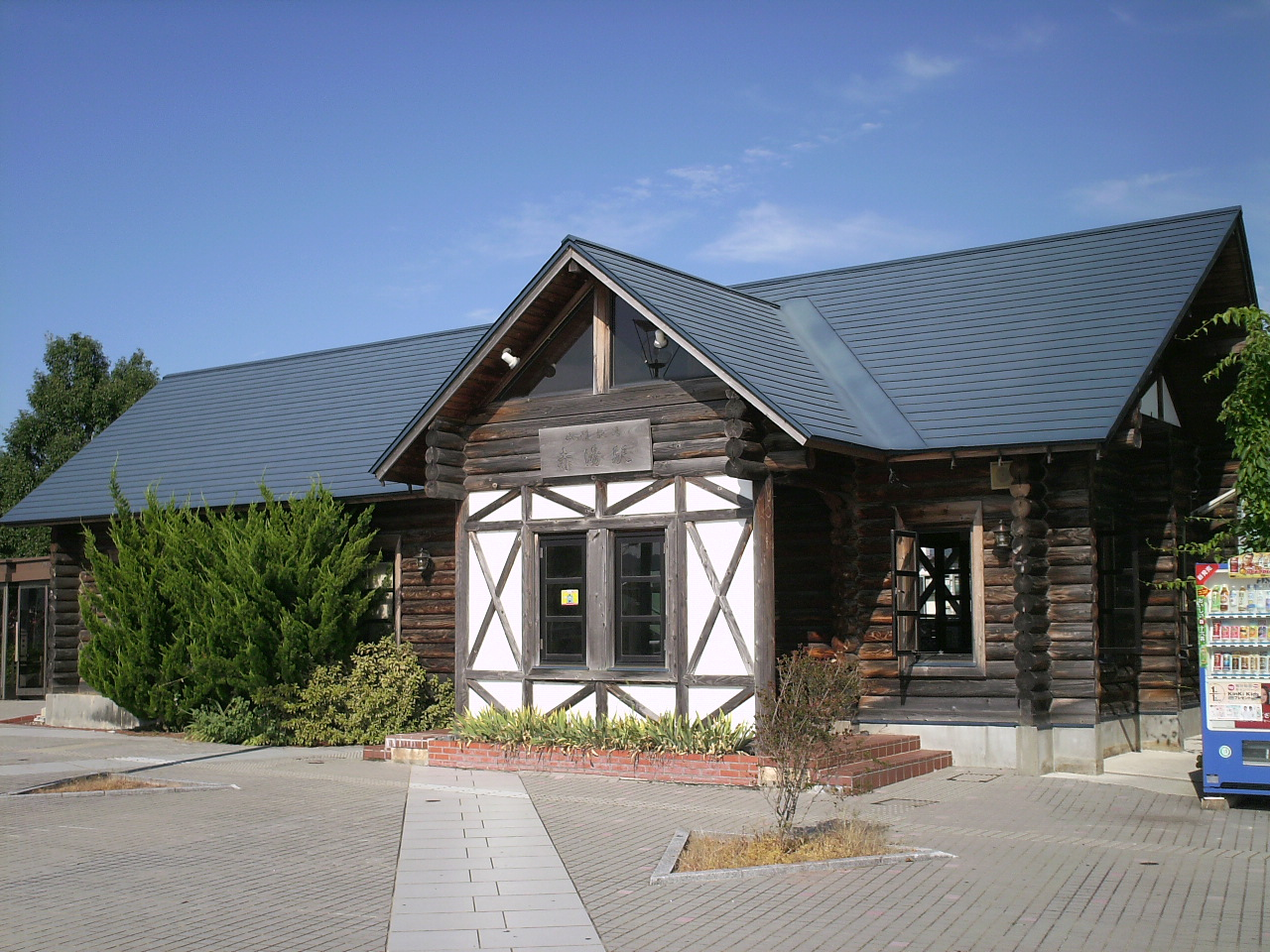
西口（2007年8月）

赤湯駅（あかゆえき）は、山形県南陽市にある、東日本旅客鉄道（JR東日本）・山形鉄道の駅。
南陽市の中心駅。

## 乗り入れ路線
JR東日本の奥羽本線と、当駅を起点とする山形鉄道のフラワー長井線が乗り入れ、接続駅となっている。
当駅は奥羽本線上を走るミニ新幹線である山形新幹線の停車駅となっている。一方、奥羽本線の在来線としての愛称として「山形線」が設定されている。

## 歴史
- 1900年（明治33年）4月21日：官設鉄道（後に日本国有鉄道）奥羽南線が米沢駅から延伸した際の終着駅として開業[2][4]。
- 1901年（明治34年）2月15日：奥羽南線が上ノ山駅（現・かみのやま温泉駅）まで延伸され、途中駅となる[4]。
- 1905年（明治38年）2月16日：電報の取り扱いを開始[5]。
- 1909年（明治42年）10月12日：線路名称制定に伴い、奥羽本線の駅となる[6]。
- 1913年（大正2年）10月26日：長井軽便線が開通し、当駅に接続[7]。
- 1922年（大正11年）9月2日：長井軽便線が長井線へ改称され、同線および奥羽本線の駅となる[8]。
- 1919年（大正8年）4月25日：赤湯人車軌道が開業。
- 1926年（大正15年）5月29日：赤湯人車軌道の運行を中止。
- 1959年（昭和34年）3月：駅舎を改築[新聞 1]。
- 1974年（昭和49年）5月31日：みどりの窓口の営業を開始[新聞 2]。
- 1980年（昭和55年）9月20日：貨物の取り扱いを廃止[2][4]。
- 1984年（昭和59年）2月1日：荷物の扱いを廃止[2]。
- 1987年（昭和62年）4月1日：国鉄分割民営化に伴い、JR東日本の駅となる[9][7]。
- 1988年（昭和63年）10月25日：長井線が山形鉄道へ転換し、フラワー長井線となる[7]。同時に西口駅舎の使用開始[10]。
- 1992年（平成4年）7月1日：山形新幹線福島 - 山形間が開業し、新幹線停車駅となる。
- 1993年（平成5年）7月14日：現在の東口駅舎が竣工[新聞 1][新聞 3][新聞 4]。
- 1994年（平成6年）：東口駅舎が鉄道建築協会賞第22回業績部門奨励賞を受賞。
- 1995年（平成7年）：東口駅舎が通商産業省グッドデザイン賞を受賞。
- 1998年（平成10年）：東口駅舎が第6回公共建築賞優秀賞を受賞。
- 2018年（平成30年）7月1日：JR東日本赤湯駅長が廃止。米沢駅長管理下の業務委託駅となる[4]。
- 2020年（令和2年）3月14日：新幹線eチケットサービス開始[報道 1]。
- 2021年（令和3年）3月13日：タッチでGo!新幹線のサービスを開始[注 1][報道 4]。
- 2024年（令和6年）
  - 2月29日：みどりの窓口の営業を終了[3]。
  - 3月1日：話せる指定席券売機を導入[3]。
  - 10月1日：JR東日本（奥羽本線）でえきねっとQチケのサービスを開始[1][報道 5]。
  - 11月1日 : 東口南側の待合室の改装工事が完了し、交流ラウンジがオープンする[新聞 5]。

## 駅構造
単式ホーム・島式ホーム混合3面5線のうち、東口から数え2つ目のホーム（島式）の駅舎寄り片方の線路が剥がされてできた3面4線の地上駅である。
東口に近い1番線から3番線をJR東日本が使用し、4番線を山形鉄道が使用している。山形鉄道フラワー長井線がJR長井線であったころは奥羽本線と線路が接続されていたが、後に奥羽本線が山形新幹線運転に伴い標準軌へ改軌されたことなどから、現在は奥羽本線とフラワー長井線の線路は当駅構内では接続していない。
駅舎は東西に設置されており、東口をJR東日本、西口を山形鉄道が管理している。また、ホームにはエレベーターが設置されている（1番線・2番線のみ）。

### 東口
山形新幹線開業に合わせて建設された駅舎は、通商産業省グッドデザイン賞などを受賞している。鈴木エドワードによる設計で、パラグライダーを模した意匠となっている。鉄骨平屋建てで建物外の柱でアーチ形状の屋根を支えており、建物内部には柱が全く無い構造となっている。
山形統括センター米沢駅が管理し、JR東日本東北総合サービスが受託する業務委託駅である。直営駅時代は管理駅で、中川駅を管理下に置いていた。
駅舎にはJR自動券売機、話せる指定席券売機、新幹線eチケットサービス・タッチでGo!新幹線・えきねっとQチケ用簡易改札機、山形鉄道自動券売機、待合所、キオスクがある。なお、えきねっとQチケを利用する場合は、山形新幹線では改札機にQRコードをかざす一方、山形線（奥羽本線）では改札窓口にいる係員へQRコードを提示する必要がある。このほか、駅レンタカーが営業しているほか、かつてはみどりの窓口や国内旅行を取り扱う「びゅう旅センター」が窓口内に設置されていた。

### 西口
ログハウス風の小柄な駅舎を有する。社員配置駅。山形鉄道出札窓口、JR乗車証明書発行機、待合室を設置。
窓口営業時間内に限りJR列車到着時に改札（集札）を行う。山形鉄道の列車は到着時に車内精算となり、運転士から精算証明書を受け取る。

### のりば
- 1番線（山形新幹線、奥羽本線）は単式ホーム1面1線。
- 2番線（山形新幹線、奥羽本線）は島式ホームだが、1番線寄りの線路が撤去された1面1線。
- 3・4番線（奥羽本線、フラワー長井線）は島式ホーム1面2線。

| 番線 | 路線                | 方向            | 行先                       | 備考         |
| ---- | ------------------- | --------------- | -------------------------- | ------------ |
| 1    | ■山形新幹線 ■山形線 | 上り            | 米沢・福島・東京方面       |              |
| 2    | ■山形新幹線 ■山形線 | 下り            | 山形・新庄方面             |              |
| 3    | ■山形線             | 上り            | 米沢方面                   | 臨時列車のみ |
| 4    | ■フラワー長井線     | ■フラワー長井線 | 宮内・今泉・長井・荒砥方面 |              |

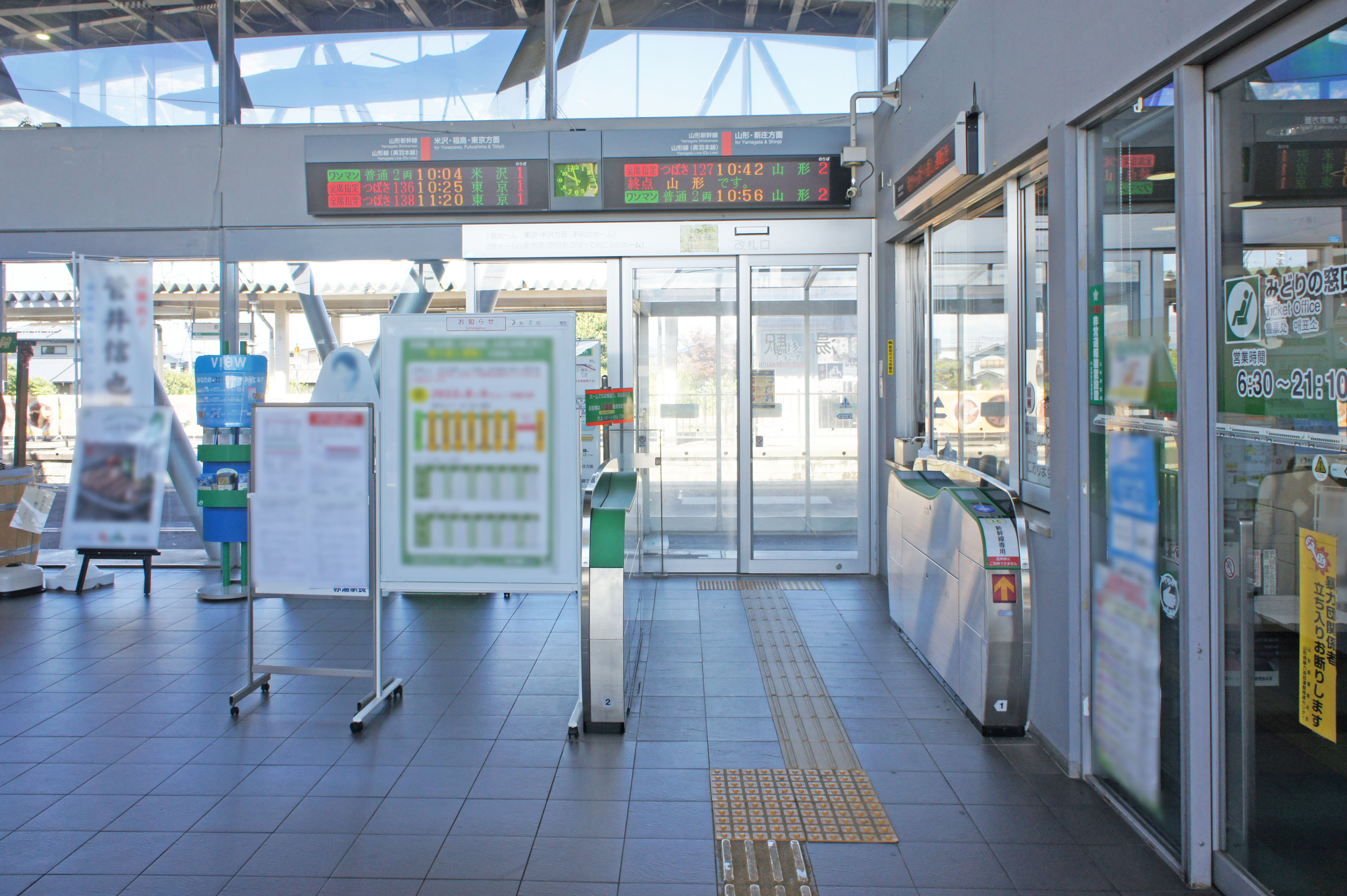
東口改札（2022年8月）
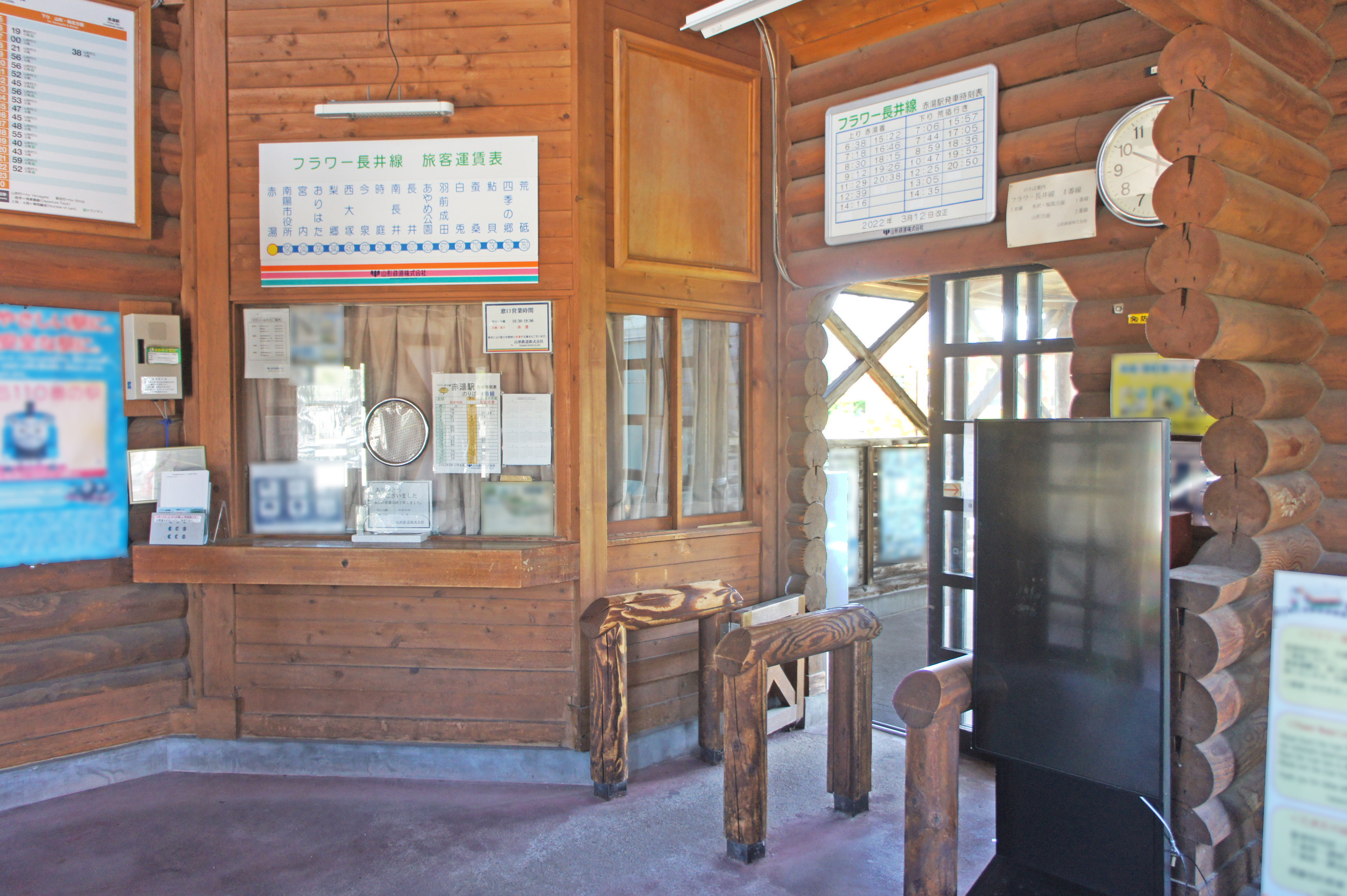
西口改札（2022年8月）
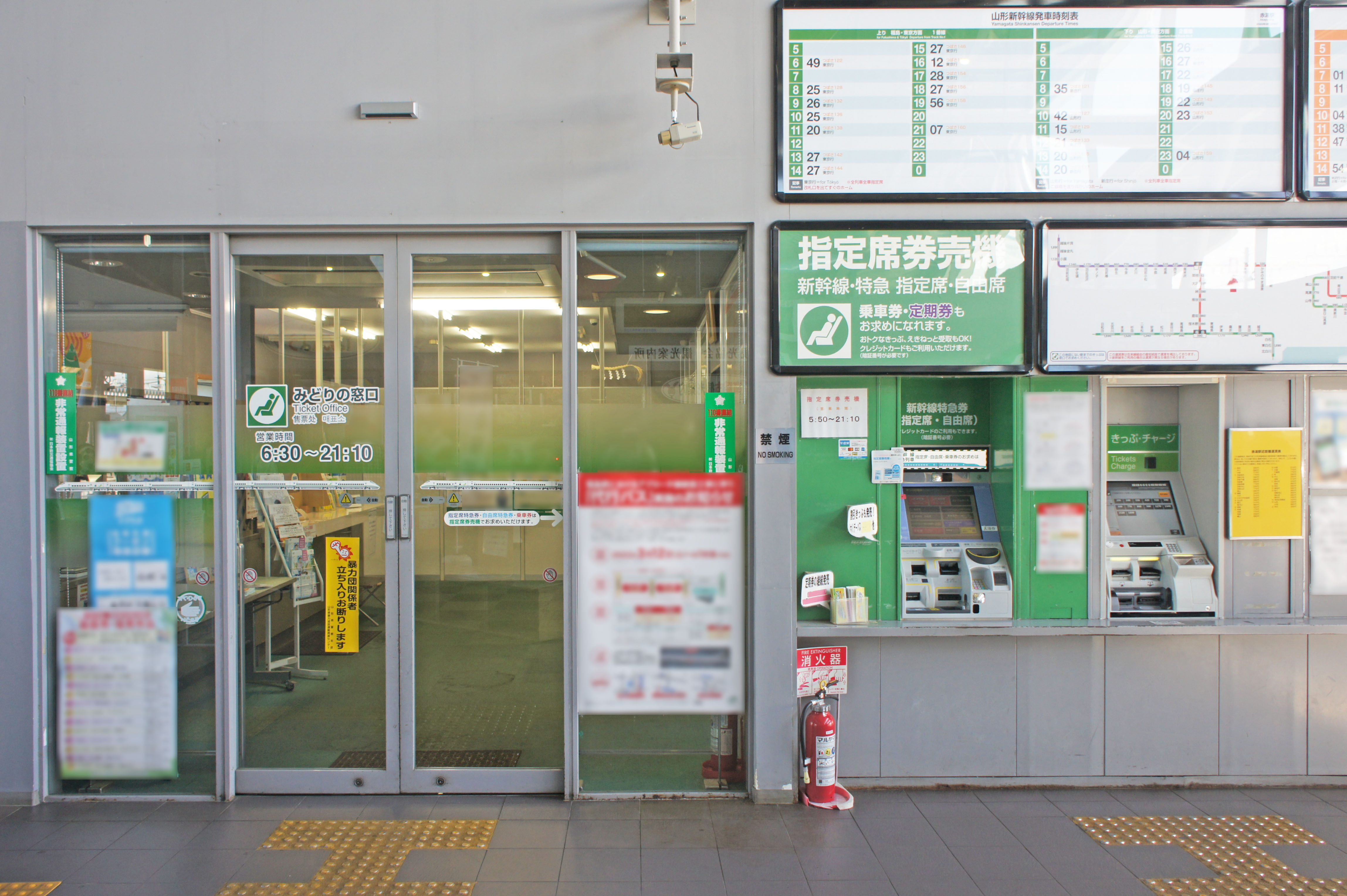
みどりの窓口と自動券売機（2022年8月）
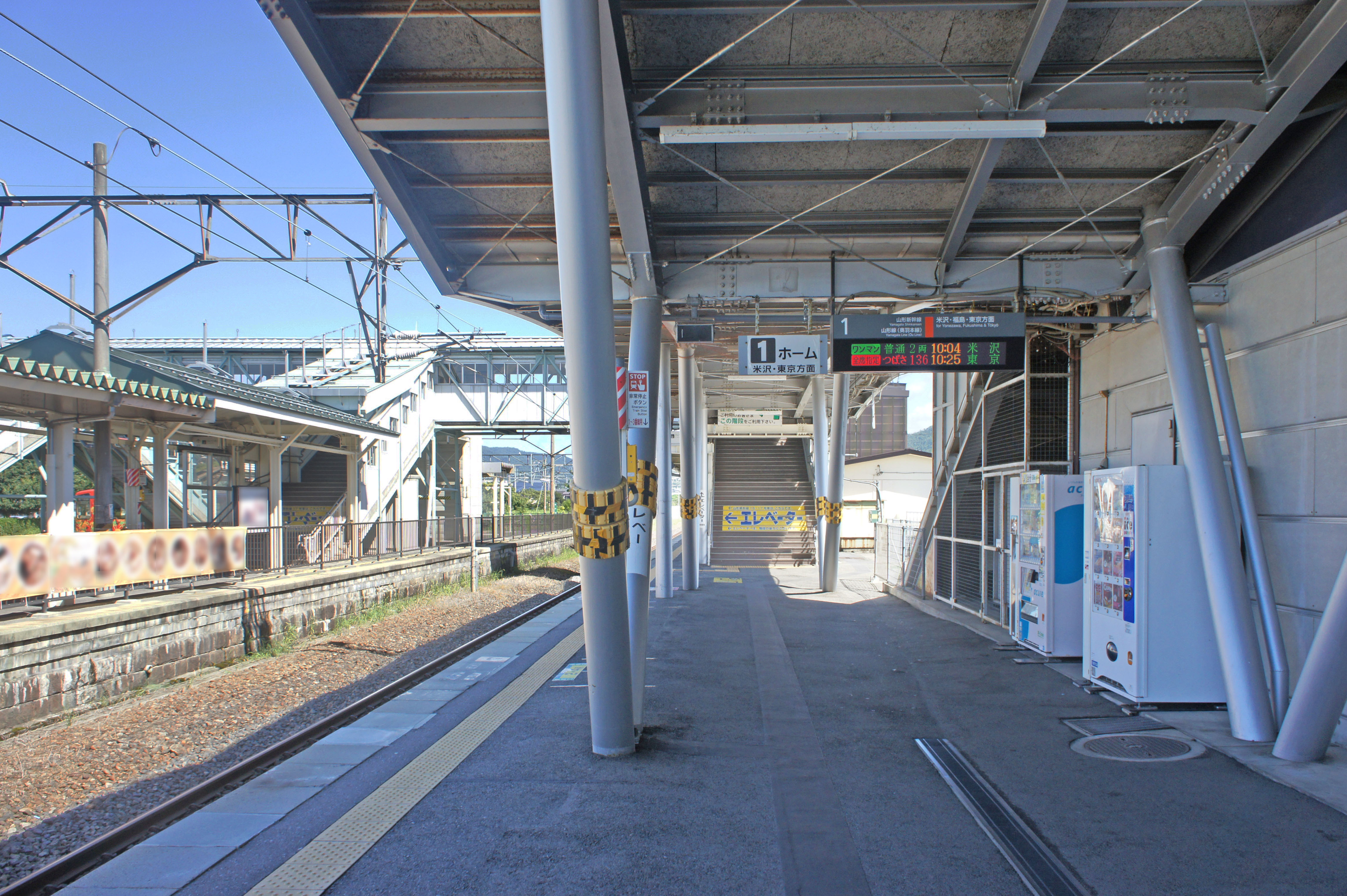
1番線ホーム（2022年8月）
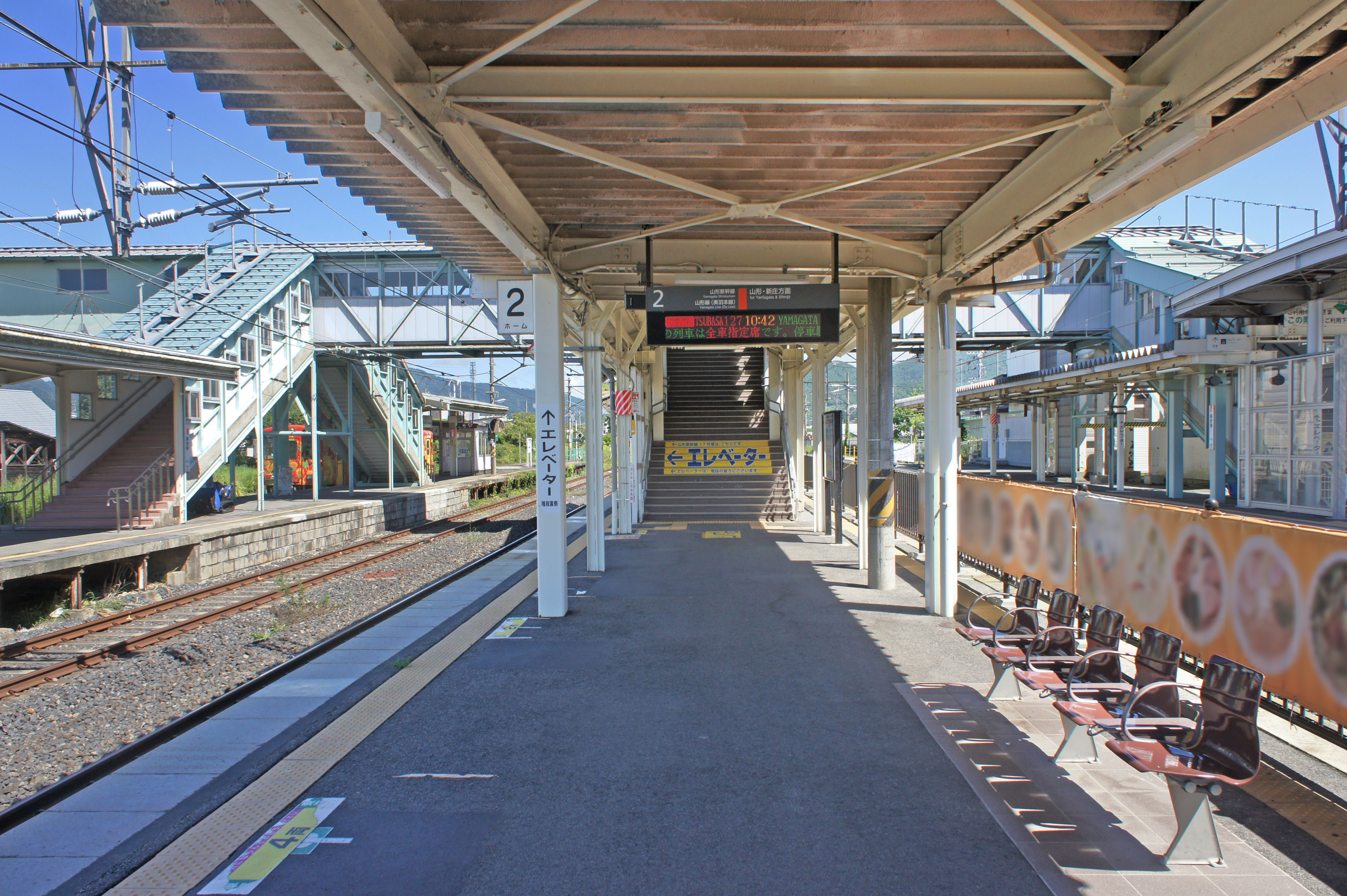
2番線ホーム（2022年8月）
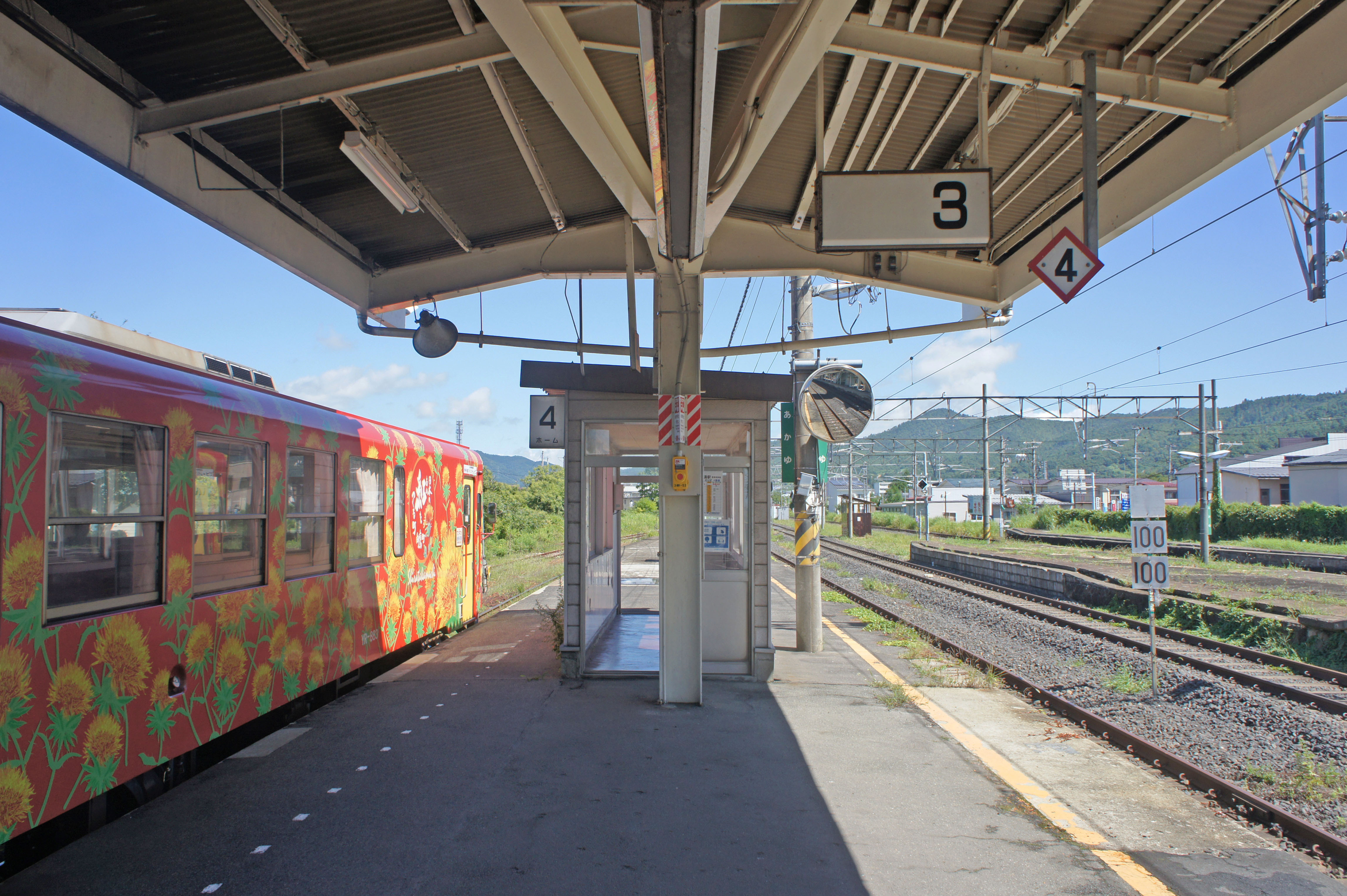
3・4番線ホーム（2022年8月）

## 利用状況
- JR東日本 - 2023年度（令和5年度）の1日平均乗車人員は1,099人である[JR 1]。
- 山形鉄道 - 2023年度（令和5年度）の1日平均乗車人員は139人である[山形 1]。

2000年度（平成12年度）以降の推移は以下のとおりである。
| 1日平均乗車人員推移 | 1日平均乗車人員推移 | 1日平均乗車人員推移 | 1日平均乗車人員推移 | 1日平均乗車人員推移 | 1日平均乗車人員推移 | 1日平均乗車人員推移 |
| 年度                | JR東日本            | JR東日本            | JR東日本            | 山形鉄道            | 出典                | 出典                |
| 年度                | 定期外              | 定期                | 合計                | 山形鉄道            | JR                  | 山形県              |
| ------------------- | ------------------- | ------------------- | ------------------- | ------------------- | ------------------- | ------------------- |
| 2000年（平成12年）  |                     |                     | 1,533               | 310                 | [ JR 2 ]            | [ 山形 2 ]          |
| 2001年（平成13年）  |                     |                     | 1,521               | 290                 | [ JR 3 ]            | [ 山形 3 ]          |
| 2002年（平成14年）  |                     |                     | 1,504               | 286                 | [ JR 4 ]            | [ 山形 4 ]          |
| 2003年（平成15年）  |                     |                     | 1,495               | 269                 | [ JR 5 ]            | [ 山形 5 ]          |
| 2004年（平成16年）  |                     |                     | 1,508               | 273                 | [ JR 6 ]            | [ 山形 6 ]          |
| 2005年（平成17年）  |                     | s                   | 1,550               | 254                 | [ JR 7 ]            | [ 山形 7 ]          |
| 2006年（平成18年）  |                     |                     | 1,537               | 241                 | [ JR 8 ]            | [ 山形 8 ]          |
| 2007年（平成19年）  |                     |                     | 1,531               | 236                 | [ JR 9 ]            | [ 山形 9 ]          |
| 2008年（平成20年）  |                     |                     | 1,462               | 233                 | [ JR 10 ]           | [ 山形 10 ]         |
| 2009年（平成21年）  |                     |                     | 1,419               | 225                 | [ JR 11 ]           | [ 山形 11 ]         |
| 2010年（平成22年）  |                     |                     | 1,401               | 231                 | [ JR 12 ]           | [ 山形 12 ]         |
| 2011年（平成23年）  |                     |                     | 1,360               | 229                 | [ JR 13 ]           | [ 山形 13 ]         |
| 2012年（平成24年）  | 562                 | 866                 | 1,429               | 220                 | [ JR 14 ]           | [ 山形 14 ]         |
| 2013年（平成25年）  | 576                 | 890                 | 1,466               | 200                 | [ JR 15 ]           | [ 山形 15 ]         |
| 2014年（平成26年）  | 581                 | 808                 | 1,390               | 192                 | [ JR 16 ]           | [ 山形 16 ]         |
| 2015年（平成27年）  | 581                 | 814                 | 1,396               | 186                 | [ JR 17 ]           | [ 山形 17 ]         |
| 2016年（平成28年）  | 577                 | 808                 | 1,385               | 183                 | [ JR 18 ]           | [ 山形 18 ]         |
| 2017年（平成29年）  | 571                 | 780                 | 1,352               | 181                 | [ JR 19 ]           | [ 山形 19 ]         |
| 2018年（平成30年）  | 578                 | 744                 | 1,322               | 181                 | [ JR 20 ]           | [ 山形 20 ]         |
| 2019年（令和元年）  | 542                 | 708                 | 1,250               | 165                 | [ JR 21 ]           | [ 山形 21 ]         |
| 2020年（令和02年）  | 195                 | 632                 | 827                 | 115                 | [ JR 22 ]           | [ 山形 22 ]         |
| 2021年（令和03年）  | 244                 | 674                 | 918                 | 132                 | [ JR 23 ]           | [ 山形 23 ]         |
| 2022年（令和04年）  | 369                 | 649                 | 1,018               | 131                 | [ JR 24 ]           | [ 山形 24 ]         |
| 2023年（令和05年）  | 461                 | 638                 | 1,099               | 139                 | [ JR 1 ]            | [ 山形 1 ]          |

## 駅弁
主な駅弁は下記の通り。
- 幕の内弁当
- 牛肉弁当
- 牛肉どまん中
- 牛肉どまん中（しお）
- 牛肉どまん中（みそ）

ただし、JTB時刻表 2025年3月号には赤湯駅の駅弁の掲載は無い。

## 駅周辺
東口の駅前も西口の駅前も整備されているが、東口がにぎやかなのに対し西口は少し閑散としている。赤湯の駅は古くからの名湯赤湯温泉への入口駅としての機能も有しており観光地らしい風情も漂っている。
なお、当駅は市の中心市街地の一つである赤湯温泉街からは大きく西に外れている。
- 赤湯駅前簡易郵便局
- 南陽市役所
- 南陽市文化会館
- 国道113号
- 米沢信用金庫赤湯支店
- 南陽市立赤湯中学校
- 南陽市立沖郷中学校
- 沖郷郵便局
- ヨークベニマル 南陽店

## 隣の駅
東日本旅客鉄道（JR東日本）
■山形新幹線
高畠駅 - 赤湯駅 - かみのやま温泉駅
■山形線（奥羽本線）
高畠駅 - 赤湯駅 -（北赤湯信号場）- 中川駅
山形鉄道
■フラワー長井線
赤湯駅 - 南陽市役所駅

### 記事本文